# Crumomyia pedestris
Crumomyia pedestris – gatunek muchówki z rodziny Sphaeroceridae i podrodziny Copromyzinae.
Gatunek ten opisany został w 1830 roku przez Johanna Wilhelma Meigena jako Copromyza pedestris.
Muchówka o ciele długości od 2,5 do 3,5 mm. Głowa jej charakteryzuje się brakiem szczecinek zaciemieniowych, dobrze rozwiniętymi szczecinkami przyoczkowymi oraz obecnością na każdym policzku oprócz wibrys jednej lub dwóch szczecinek. Środkowa para odnóży ma grzbietową powierzchnię goleni zaopatrzoną w jedną szczecinkę przedwierzchołkową. Tylna para odnóży ma gęste, długie, sterczące szczecinki na udach i goleniach.
Owad znany z Irlandii, Wielkiej Brytanii, Francji, Belgii, Holandii, Niemiec, Szwecji, Norwegii, Szwajcarii, Austrii, Włoch, Polski, Łotwy, Czech, Słowacji, Węgier, Rumunii, północnoeuropejskiej części Rosji i Syberii. Zamieszkuje siedliska wilgotne.